# Tecticeps renoculis
Tecticeps renoculis är en kräftdjursart som beskrevs av Richardson 1909A. Tecticeps renoculis ingår i släktet Tecticeps och familjen Tecticipitidae. Utöver nominatformen finns också underarten T. r. laevis.